# Festival de Eurovisión de Jóvenes Bailarines 2015
La XIV edición del Festival de Eurovisión de Jóvenes Bailarines tuvo lugar en Pilsen (República Checa) el 19 de junio de 2015, siendo esta la primera vez que la República Checa actuó como organizadora de un evento de los festivales de Eurovisión.
El evento estuvo dirigido a bailarines jóvenes de entre 16 y 21 años, que compitieron con bailes modernos, ya sea individualmente o en pareja, siempre y cuando no se dedicasen profesionalmente al baile.

## Recinto
El recinto donde se celebró Festival de Eurovisión de Jóvenes Bailarines 2015 fue el teatro Nové divadlo, también conocido como El Nuevo Teatro situado en la localidad de Pilsen, República Checa. Dicho teatro cuenta con un aforo de 461 espectadores y aspira a convertirse en Capital Europea de la Cultura 2015, luego de ser inaugurado el pasado 2 de septiembre de 2014 con un coste de 31,8 millones de euros.

## Países participantes
Noruega (NRK), fue el primer país en confirmar su participación para el certamen el día 23 de agosto de 2014, pues la participación de la República Checa (ČT) se sobre entendía por su papel de organizadora.
El 27 de noviembre de 2014, Malta (PSB) confirmó su debut en el Festival de Eurovisión de Jóvenes Bailarines 2015.
 Ese mismo día Eslovenia (RTVSLO) comunicó su retirada, aunque finalmente decidió participar. Más tarde Albania confirmó su debut, mientras que Armenia y posteriormente Bielorrusia y Ucrania decidieron abandonar el festival. Por su parte Eslovaquia regresa por primera vez desde su debut en 1997.
Este año un total de  10  participan en el festival:
| N.º | País y TV               | Participante       | Danza              | Coreógrafo               |
| --- | ----------------------- | ------------------ | ------------------ | ------------------------ |
|     | Albania RTSH            | Klaudio Begaj      | Scream of Life     | Arjan Sukniqi            |
|     | Alemania WDR            | Thomas Rohe        | Senses             | Thomas Rohe              |
|     | Eslovaquia STV          | Valéria Stašková   | La Esmerlada       | Marius Petipa            |
|     | Eslovenia RTVSLO        | Staša Tušar        | "Gardenfound"      | Tanja Pavlič             |
|     | Malta PSB               | Anthea Zammit      | Ticrita            | Dorian Mallia            |
|     | Noruega NRK             | Trine Lise Moe     | Flux               | Masja Abrahamsen         |
|     | Países Bajos Omroep NTR | Timothy van Poucke | Boggie             | Thom Stuart              |
|     | Polonia TVP             | Viktoria Nowak     | Piece in Old Style | Jacek Przybyłowicz       |
|     | República Checa CT      | Helena Nováčková   | Soldier on my Own  | Jana Kovačević Spiessová |
|     | Suecia SVT              | Agnes Klapp        | L'apres midi       | Mia Stagh                |

## Festival
- El representante de Países Bajos,"Timothy van Poucke" tuvo que ser sustituido unos días antes del festival por"Thijs Hogenboom" tras haber sufrido una lesión.[16]

## Jurado
El jurado de esta edición que fue el encargado de elegir al ganador estuvo compuesto por:
- Alexandra ‘Spicey’ Landé
- Zenaida Yanowsky (Ganadora del festival en 1993)
- Jiří Bubeníček (Presidente del Jurado)

## Resultados
En la siguiente tabla se muestra el orden de actuación de los participantes:
| N.º | País y TV       | Participante     | Resultado |
| --- | --------------- | ---------------- | --------- |
| 01  | Eslovenia       | Staša Tušar      | Finalista |
| 02  | Noruega         | Trine Lise Moe   | Eliminado |
| 03  | Eslovaquia      | Valéria Stašková | Eliminado |
| 04  | Malta           | Anthea Zammit    | Eliminado |
| 05  | Países Bajos    | Thijs Hogenboom  | Eliminado |
| 06  | Polonia         | Viktoria Nowak   | Finalista |
| 07  | Albania         | Klaudio Begaj    | Eliminado |
| 08  | Suecia          | Agnes Klapp      | Eliminado |
| 09  | Alemania        | Thomas Rohe      | Eliminado |
| 10  | República Checa | Helena Nováčková | Eliminado |

## Duelo de Finalistas
De los 10 participantes solo 2 pasan a la final donde se decide el ganador, el resto son eliminados.
| País y TV        | Participante   | Resultado  |
| ---------------- | -------------- | ---------- |
| Eslovenia RTVSLO | Staša Tušar    | Subcampeón |
| Polonia TVP      | Viktoria Nowak | Campeón    |

## Predecesor y sucesor
| Predecesor: Gdańsk 2013 | Festival de Eurovisión de Jóvenes Bailarines Pilsen 2015 | Sucesor: Praga 2017 |